# Крівле-Ілюшкино
Крі́вле-Ілю́шкино (рос. Кривле-Илюшкино, башк. Керәүле-Илюшкин) — село у складі Куюргазинського району Башкортостану, Росія. Адміністративний центр Крівле-Ілюшкинської сільської ради.
Населення — 678 осіб (2010; 601 в 2002).
Національний склад:
- чуваші — 77%